# Тихонка (приток Турчанки)
Тихонка (укр. Тихонка) — правый приток Турчанки, протекающий по Сновскому району (Черниговская область, Украина).

## География
Длина — 8 км, 12 км.
Русло извилистое, в большей степени представляет собой ручей (в верхнем течении пересыхающий) протекающий по заболоченной местности. В нижнем течении создан пруд. Пойма очагами занята тростниковой растительностью и кустарниками.
Река берёт начало от двух пересыхающих ручьёв на болотных массивах северо-восточнее и севернее села Софиевка (Сновский район). Река течёт на юго-запад. Впадает в Турчанку севернее села Чепелев (Сновский район).
Притоки: (от истока к устью) нет крупных
Населённые пункты на реке: (от истока к устью)
1. Софиевка